# Scotophilus kuhlii
Scotophilus kuhlii е вид прилеп от семейство Гладконоси прилепи (Vespertilionidae). Видът не е застрашен от изчезване.

## Разпространение и местообитание
Разпространен е в Бангладеш, Виетнам, Източен Тимор, Индия, Индонезия, Камбоджа, Китай, Лаос, Малайзия, Мианмар, Пакистан, Провинции в КНР, Тайван, Тайланд, Филипини, Хонконг и Шри Ланка.
Обитава градски местности, национални паркове и пещери.

## Описание
Теглото им е около 20,3 g.
Популацията на вида е стабилна.